# Marie-Alexandre Guénin
Marie-Alexandre Guénin (Maubeuge, 20 febbraio 1744 – Étampes, 22 gennaio 1835) è stato un compositore e violinista francese.

## Biografia
Marie-Alexandre Guénin nacque il 20 febbraio 1744 a Maubeuge. Mostrando un talento per il violino fin dall'età di sei anni, il padre lo mandò a Parigi per studiare con Nicolas Capron, Pierre Gaviniès e François-Joseph Gossec.
Alla fine degli anni Settanta del XVIII secolo entrò al servizio di Luigi XVI, tenendo concerti al Petit Trianon e ricoprendo il ruolo di intendente musicale del Principe di Condé. Nel 1783 fu nominato primo violino dell'Opera, incarico che mantenne fino al 1803. Nel 1809 fu al servizio di Carlo IV, re di Spagna, allora in esilio in Francia, e nel 1814 fu nominato da Luigi XVIII secondo violino del dipartimento musicale della Chapelle-Royale alle Tuileries.
Verso la fine della sua vita si ritirò nella casa della figlia Marie-Alexandre ad Étampes, dove morì novantenne il 22 gennaio 1835.
Un dipinto di Marie-Alexandre Guénin ad opera di François Dumont è conservato al Museo del Louvre.